# Нёвик (Коррез)
Нёви́к (фр. Neuvic, окс. Nòu Vic) — коммуна во Франции, находится в регионе Лимузен. Департамент — Коррез. Административный центр кантона Нёвик. Округ коммуны — Юссель.
Код INSEE коммуны — 19148.
Коммуна расположена приблизительно в 390 км к югу от Парижа, в 95 км юго-восточнее Лиможа, в 45 км к востоку от Тюля.

## Население
Население коммуны на 2008 год составляло 1872 человека.
| 1962 | 1968 | 1975 | 1982 | 1990 | 1999 | 2008 |
| ---- | ---- | ---- | ---- | ---- | ---- | ---- |
| 1882 | 1959 | 1848 | 1844 | 1829 | 1852 | 1872 |

## Экономика
В 2007 году среди 1250 человек в трудоспособном возрасте (15-64 лет) 711 были экономически активными, 539 — неактивными (показатель активности — 56,9 %, в 1999 году было 58,3 %). Из 711 активных работали 636 человек (349 мужчин и 287 женщин), безработных было 75 (33 мужчины и 42 женщины). Среди 539 неактивных 371 человек были учениками или студентами, 93 — пенсионерами, 75 были неактивными по другим причинам.

## Достопримечательности
- Башня Сен-Мексан (XVI век). Памятник истории с 1972 года[3]

## Фотогалерея

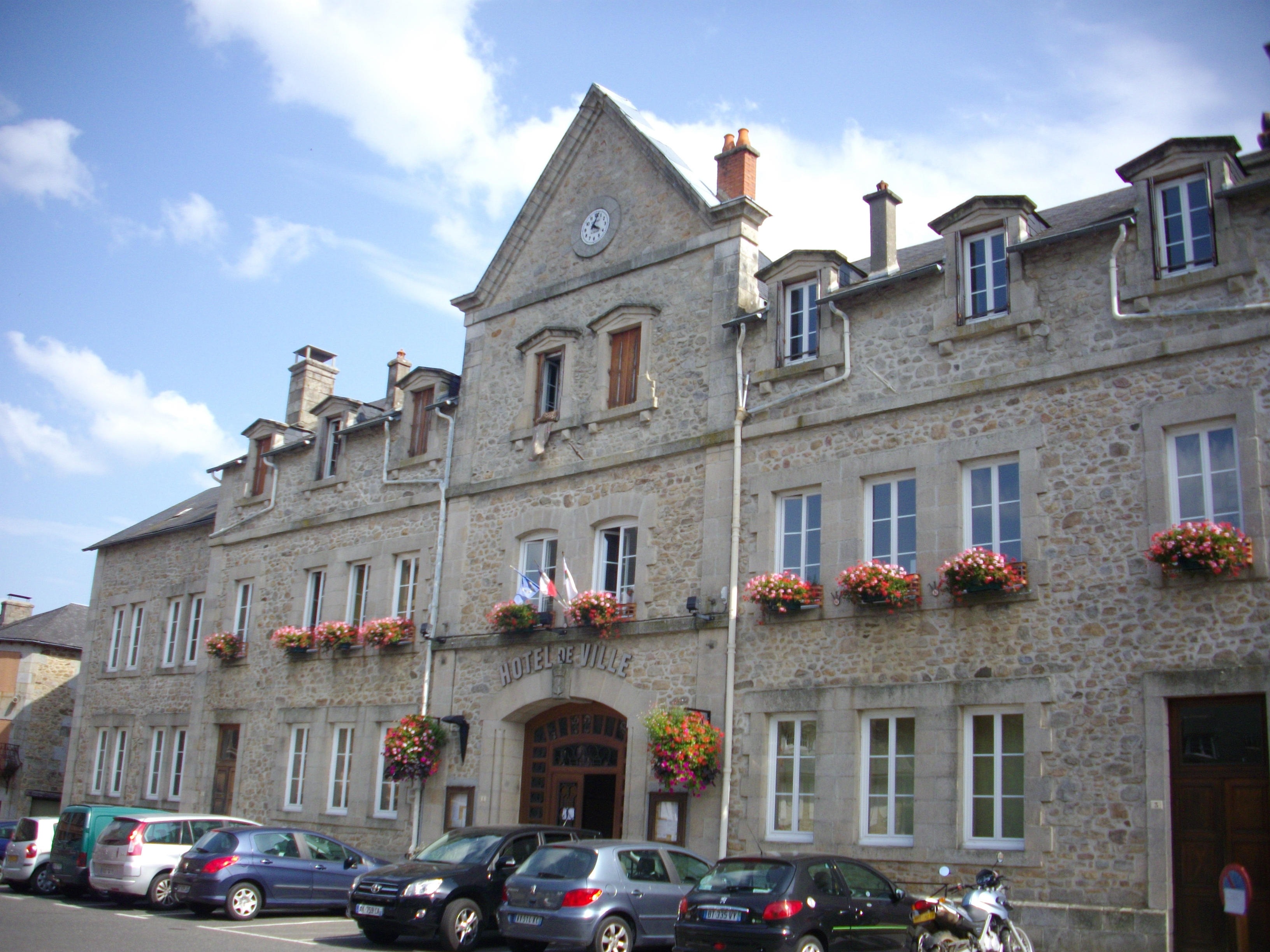
Мэрия
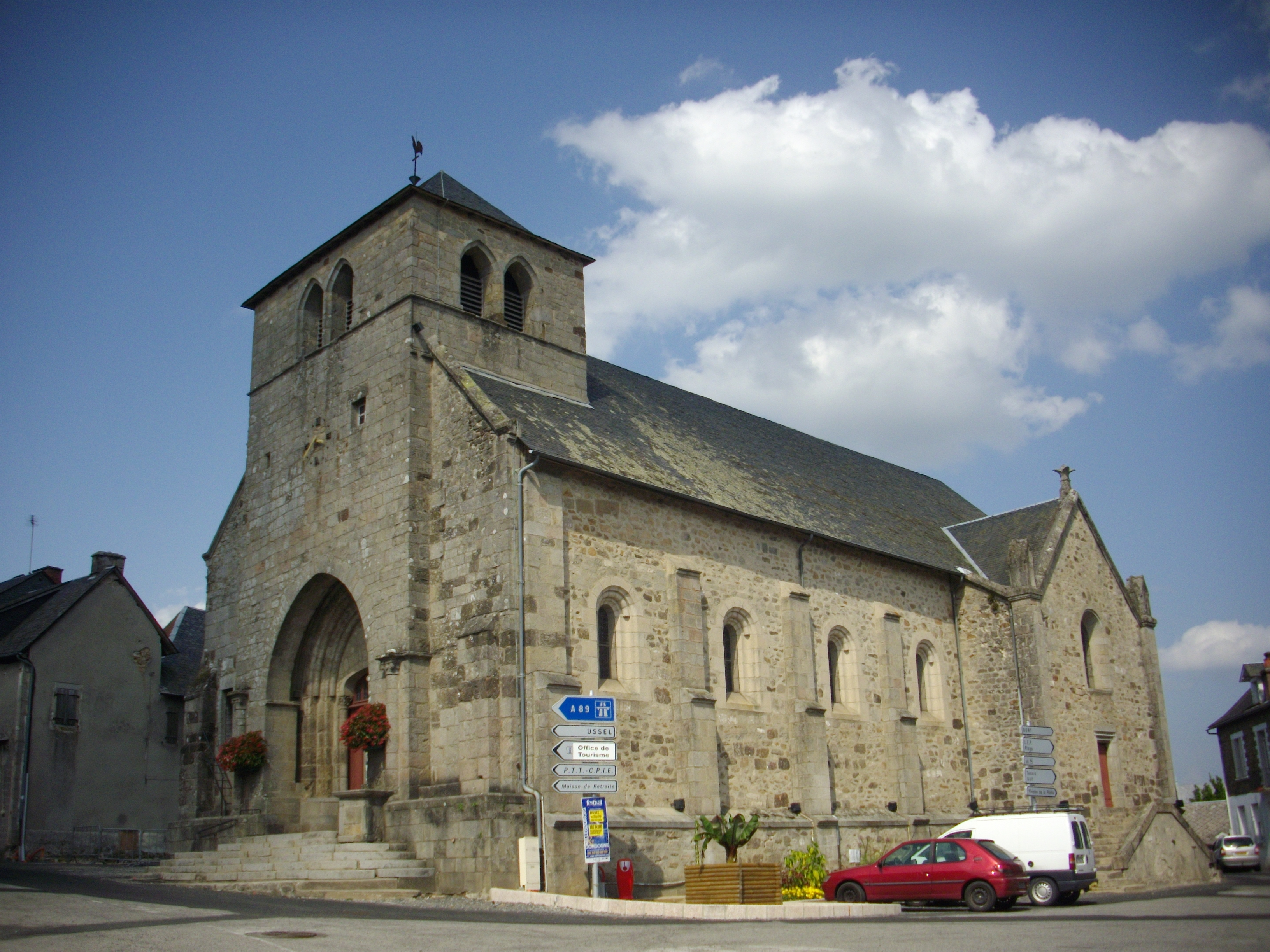
Церковь Сент-Этьен
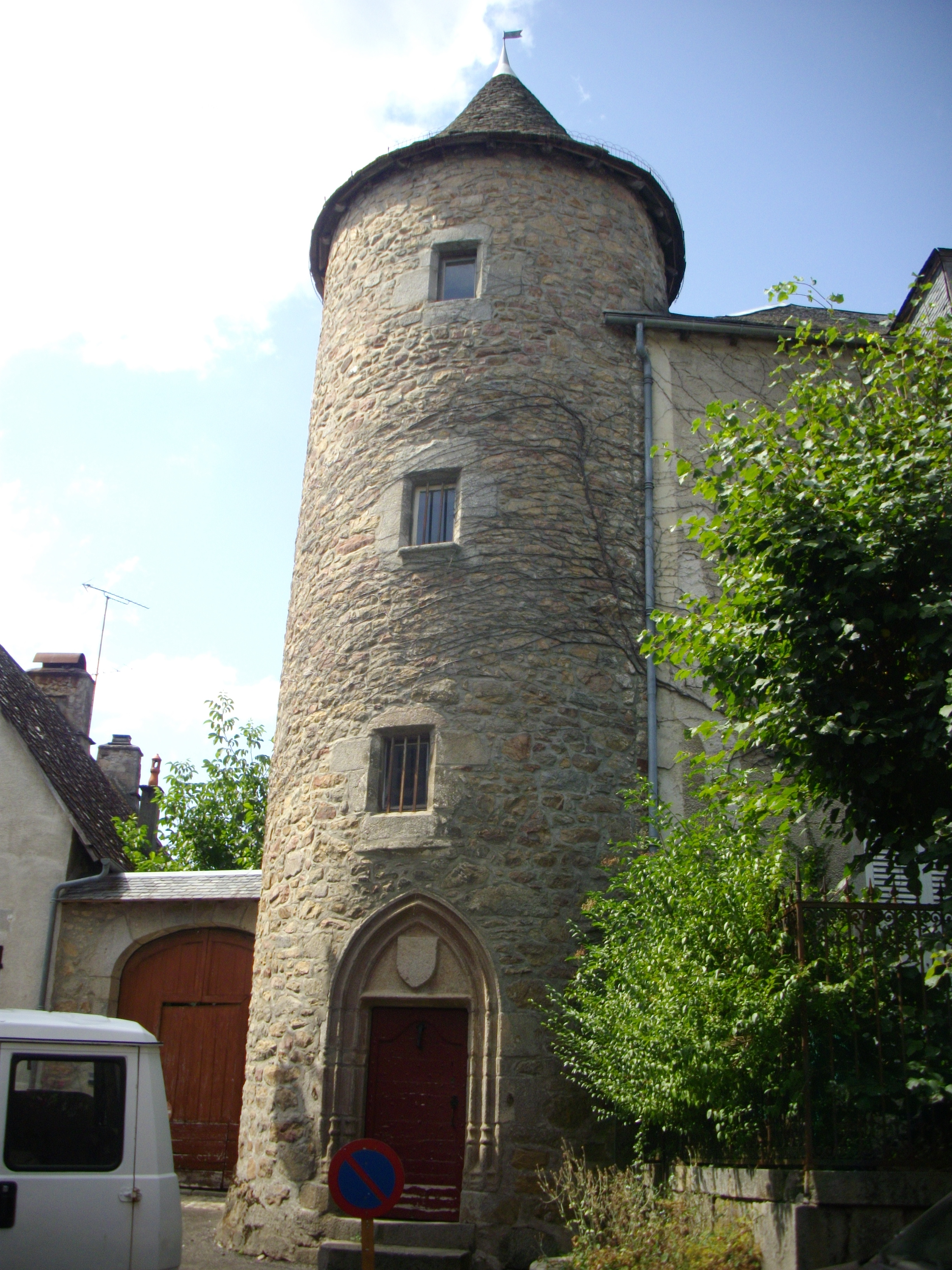
Башня Вельян
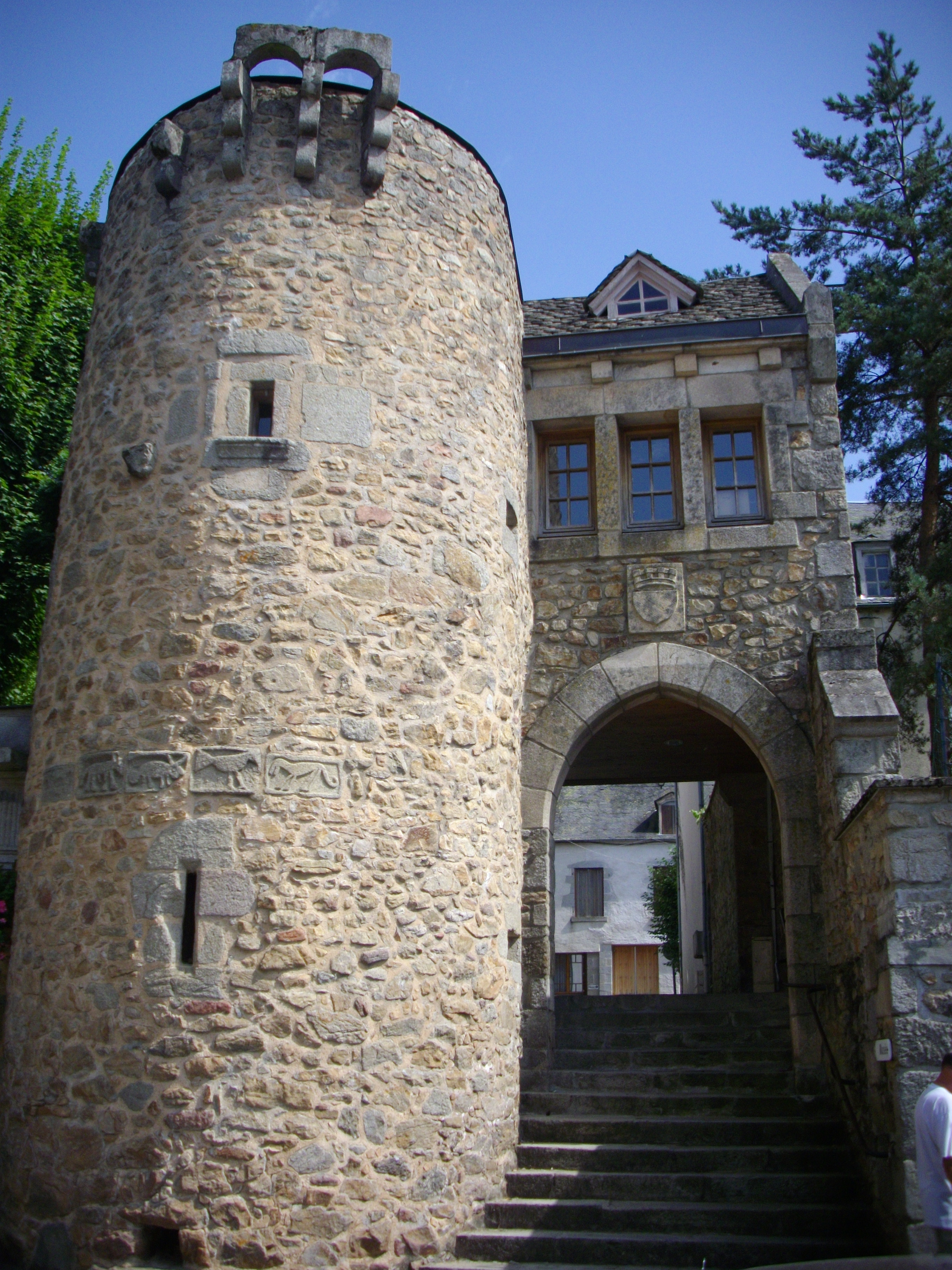
Башня Сенк-Пьер